# Ljubovija
Ljubovija (em cirílico: Љубовија) é uma vila da Sérvia localizada no município de Ljubovija, pertencente ao distrito de Mačva, na região de Podrinje Azbukovica. A sua população era de 3946 habitantes segundo o censo de 2011.

## Demografia
| 1948 | 1953 | 1961  | 1971  | 1981  | 1991  | 2002  | 2011  |
| ---- | ---- | ----- | ----- | ----- | ----- | ----- | ----- |
| 597  | 660  | 1 142 | 1 614 | 2 717 | 3 663 | 4 130 | 3 946 |